# Region Kédougou
Die Region Kédougou mit der Hauptstadt Kédougou ist die südöstlichste Region des Senegal und damit zugleich am weitesten von der Hauptstadt Dakar entfernt. Geschaffen wurde sie 2008 durch Abtrennung von der Region Tambacounda. Der Nordwesten der Region hat einen erheblichen Anteil an dem Nationalpark Niokolo-Koba. Im Südwesten wurden drei Kulturlandschaften als Bassari-Land in das UNESCO-Welterbe aufgenommen. Im Südosten wurden am Falémé abbauwürdige Eisenerzvorkommen nachgewiesen.

## Geographische Lage
Die Region Kédougou grenzt im Norden und Westen an die Region Tambacounda sowie an die Nachbarstaaten  Guinea im Süden und Mali im Osten. Durch den Westteil fließt der Oberlauf des Gambia-Flusses, an dem auch die Stadt Kédougou liegt. Im Norden, im Nationalpark, bildet der Niokolo Koba die Grenze und im Osten ist der Falémé, ein linker südlicher Zufluss des Senegal-Flusses, der Grenzfluss zu Mali. Die Region hat anders als der große Rest des Landes nicht den Charakter von Flachland oder Tiefebene. Vielmehr ist hier auch Bergland zu finden. Hier liegen die höchsten Erhebungen Senegals, namentlich im Süden die Nepen-Diakha-Berge, das Dindéfelo-Hochland, das Iwol-Plateau und nicht zuletzt die Bassari-Berge.

## Gliederung
Die Region Kédougou untergliedert sich in drei Départements:
- Kédougou
- Salémata
- Saraya

Auf den nächsten Gliederungsebenen sind für 2013 sechs Arrondissements, drei Kommunen (Communes), 16 Landgemeinden (Communautés rurales) sowie 317 amtlich erfasste Dörfer (Villages) zu nennen.

## Verkehr
Über die Nationalstraße N 7, die in der Stadt Kédougou endet, ist die Region mit dem landesweiten Fernstraßennetz verbunden. Südlich von Kédougou gibt es einen Grenzübergang von überregionaler Bedeutung nach Guinea-Conakry zur dortigen Nationalstraße N 8. Nach Osten verlängert eine asphaltierte Autoroute die N7 über Saraya bis zur Grenze nach Mali. Eine Brücke über den Grenzfluss Falémé verbindet den Südsenegal mit der malischen Nationalstraße N24. Diese ist asphaltiert und führt über Kita nach Bamako.
Ein wichtiger Teil der Verkehrsinfrastruktur der Region ist der Flugplatz Kédougou. Ein weiteres Flugfeld, der Flugplatz Niokolo-Koba, liegt im Nationalpark.